# 張謙德
張謙德（1577年—1643年），一作广德，后改名丑，字叔益，一字青甫，或作青父。江蘇崑山人。明代書畫家。
張應文之子，生於明萬曆五年。萬曆二十三年（1595年）著《瓶花譜》，萬曆二十四年（1596年）著《朱砂鱼谱》，萬曆四十三年（1615年）得米元章《寶章待訪錄》真蹟，因號米菴。《明史》無傳。
父張應文好书画收藏，堂兄張振德亦好於賞玩。张丑自幼聪慧，十岁改名張丑。早年著《名山藏》二百卷，王登見後激賞不已，為之序，並將其比作扬雄和司马相如。精於鉴藏，著《清河书画舫》十二卷。